# Большое Брянцево
Большое Брянцево — деревня в Подольском районе Московской области России. Входит в состав сельского поселения Стрелковское (до середины 2000-х — в Брянцевский сельский округ).

## Население
Согласно Всероссийской переписи, в 2002 году в деревне никто не проживал. По данным на 2005 год в деревне проживал 1 человек.

## Расположение
Деревня Большое Брянцево расположена примерно в 10 км к северо-востоку от центра города Подольска. Ближайшие населённые пункты — деревни Яковлево и Ворыпаево.